# ウェストポイント (アイオワ州)

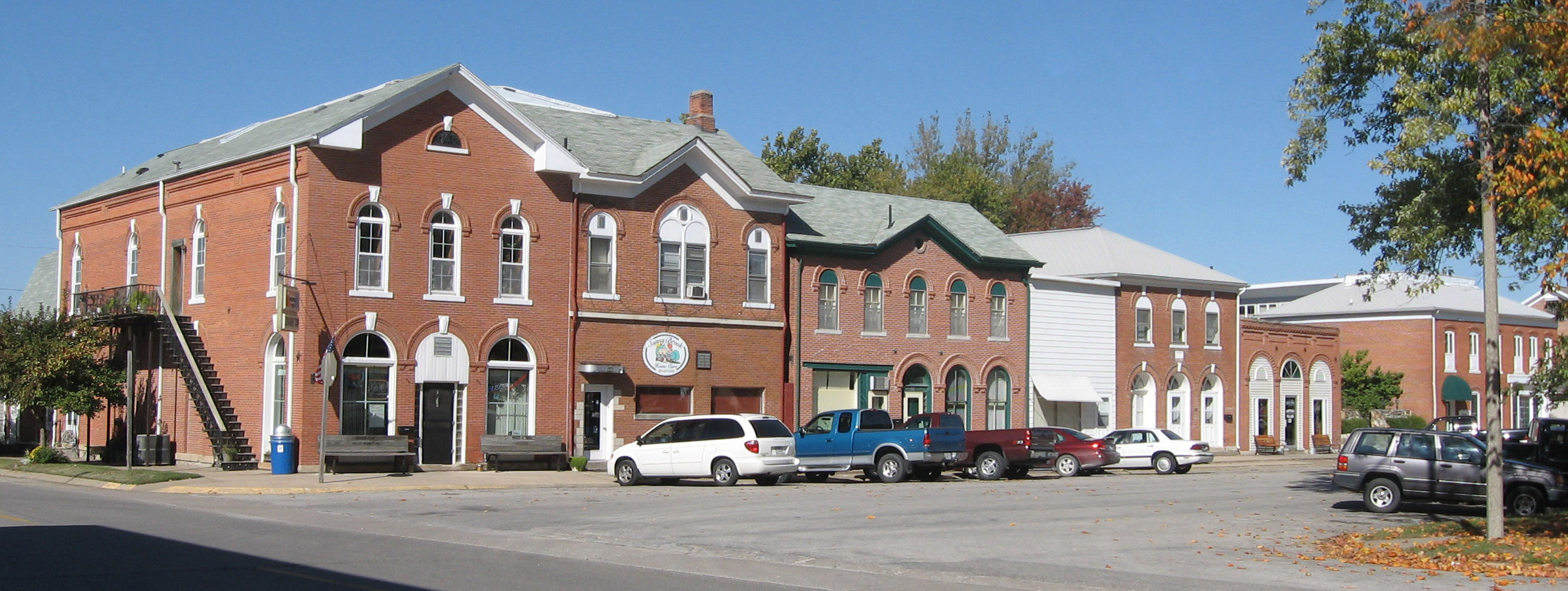
ダウンタウン

ウェストポイント（West Point） は、アメリカ合衆国アイオワ州のリー郡にある都市。人口は980人（2000年）。

## 地理

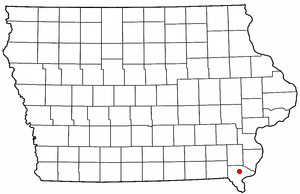
州内の位置

ウェストポイントは、イリノイ州、ミズーリ州の州境に近い。座標は、北緯40度43分2秒 西経91度27分6秒 / 北緯40.71722度 西経91.45167度。
アメリカ合衆国統計局によると、この都市は総面積1.5 km2 (0.6 mi2) である。このうち1.5 km2 (0.6 mi2) が陸地で水地域は存在しない。

## 統計
2000年国勢調査で、この都市は人口980人、426世帯、及び264家族が暮らしている。人口密度は652.4/km2 (1,687.8/mi2) である。299.6/km2 (775.0/mi2) の平均的な密度に450軒の住宅が建っている。この都市の人種的な構成は白人99.90%、アフリカン・アメリカン0.00%、先住民0.00%、アジア0.00%、太平洋諸島系0.00%、その他の人種0.10%、及び混血0.00%である。ここの人口の0.51%はヒスパニックまたはラテン系である。
426世帯のうち、26.3%が18歳未満の子供と一緒に生活しており、53.8%は夫婦で生活している。6.6%は未婚の女性が世帯主であり、37.8%は家族以外の住人と同居している。33.8%は独身の居住者が住んでおり、18.8%は65歳以上で独身である。1世帯の平均人数は2.19人であり、家庭の場合は、2.83人である。
この都市内の住民は20.6%が18歳未満の未成年、18歳以上24歳以下が5.9%、25歳以上44歳以下が24.3%、45歳以上64歳以下が25.2%、及び65歳以上が24.0%にわたっている。中央値年齢は44歳である。女性100人ごとに対して男性は84.6人である。18歳以上の女性100人ごとに対して男性は85.7人である。
この都市内の世帯ごとの平均的な収入は38,409米ドルであり、家族ごとの平均的な収入は50,724米ドルである。男性は36,797米ドルに対して女性は22,750米ドルの平均的な収入がある。この都市の一人当たりの収入 (per capita income) は27,289米ドルである。人口の4.4%及び家族の4.6%は貧困線以下である。全人口のうち18歳未満の2.9%及び65歳以上の4.0%は貧困線以下の生活を送っている。